# غزارة الطمث
غزارة الطمث هو نزيف شديد وغزير يمتد لفترة طويلة خلال فترة الدورة الشهرية ويصيب حوالي واحدة من كل ثلاث نساء، غالباً ما تكون مصحوبة بنوبات شديدة من الألم. عادة ما تحدث غزارة الطمث بعد سن الخامسة والثلاثين، وهي تؤدي إلى نقص في حديد الدم. وفي الحالات الطبيعية تكون كمية دم الحيض في كل دورة شهرية ما يعادل 35/مل، وقد تختلف كمية الدم النازف من دورة لأخرى ومن امرأة إلى أخرى ولكن الحد الأعلى للحيض هو 80/مل من كمية الدم النازل في فترة الدورة الشهرية.

## الأعراض
نوبات شديدة من الألم، زيادة في مدة العادة الشهرية لفترة تزيد عن أسبوع (سبعة أيام) مع أن العادة الشهرية في الأحوال الطبيعية تمتد إلى خمسة أيام، التهاب حاد أو مزمن داخل الرحم. فقر الدم والإرهاق الضعف والإحساس بتنمل في أصابع اليدين والقدمين، الصداع والاكتئاب وضعف في التركيز العام.

## التشخيص
توقيت العادة الشهرية في الحالات الطبيعية تكون بين 21 إلى 35 يوما ويكون معدل النزيف فيها بين 25 إلى 80 مللتر عند مدة الحيض. فإن ازدادت كمية الدم النازل عن 80 مللتر، فتشخص الحالة على أنها غزارة الطمث أو فرط في غزارته. وهناك فرق بين غزارة الطمث وغزارة النزيف الرحمي الذي يشخص بطريقة أخرى ويميز بينهما حسب مدة النزيف والحالة المرضية بالفحوصات الطبية التي تسهل اكتشاف الفرق.

## الأسباب
1. إلى الآن لا يعرف السبب في معظم الحالات بشكل دقيق أو ما هو سبب حدوث الحالة ولكن عند التشخيص قد يبين أن هناك ’نزيف رحمي وظيفي’حيث يكون الرحم والمبيض طبيعيين. ولا يوجد مشكلة هرمونية. الإباضة هنا تحدث بشكل طبيعي والدورات منتظمة. ولكن بعض النظريات تعتقد ان البروستاجلاندين قد يلعب دورا في حدوث هذه المشكلة، حيث تكون كميته في بطانة الرحم أعلى من الطبيعي. وبالتالي يؤدي ارتفاع مستوى البروستاجلاندين إلى خلل في تخثر الدم داخل الرحم مما يجعل النزيف مستمرا لفترة أطول.
2. اضطرابات في تخثر الدم واختلال في التنظيم الهرموني للعادة الشهرية، أو خلل في بطانة الرحم. ان ثلثي النساء اللواتي يشكين من غزارة الطمث يفقدن في كل دورة شهرية أكثر من 80/مل وهذا يؤدي إلى نقص في الحديد وفقر الدم.
3. وجود تغيرات مرضية في حوض المرأة منها ليف رحمي، وورم غدين مرض بطانة الرحم، وجود لولب في جوف الرحم. أما الفئة الثانية فهي النزف الرحمي الوظيفي الذي سببه خلل في الميزان الهرموني مع وجود اباضة أو عدم وجودها. وهناك اسباب قليلة الحدوث، مثل الخلل في عملية تخثر الدم، نقص الوظيفة الدرقية، امراض الكبد المزمنة والكلى.
4. غزارة المثال، الذي يعرف باسم (زف الطمثي): وهو تكرر الدورات الغزيرة كل شهر والتأثير على ممارسة الحياة اليومية.
5. الأورام الليفية وهي أورام غير سرطانية وتنمو عادةً في عضلة الرحم. وغالباً لا تسبب أية مشاكل، ولكن أحيانا تسبب أعراضاً مثل الدورات الغزيرة.
6. المشاكل الهرمونية تكون الدورات غزيرة وغير منتظمة عند عدم حدوث إباضة لعدة أشهر. على سبيل المثال عند النساء المصابات بمتلازمة المبيض المتعدد الكيسات أوعند وجود خلل في الغدة الدرقية.
7. اللوالب: تسبب أحيانا دورات غزيرة. ومع ذلك، فهناك لولب خاص محرر للهرمونات يمكنه أن يعالج مشكلة الدورات الغزيرة.
8. اضطرابات تخثر الدم: لأسباب مرضية أو بسبب تناول الأدوية المميعة للدم مثل الوارفارين وهي أسباب نادرة للنزف الطمثي الغزير ويكون عادة أعراض أخرى مثل الكدمات أو النزف من أجزاء أخرى من الجسم.
9. أسباب أخرى في الرحم مثل انتباذ بطانة الرحم أي وجود بطانة الرحم خارج مكانها، الالتهابات، والأورام الحميدة الأخرى، أو إجراء تعقيم سابق مثل ربط البوقين قد يؤدي لدورات غزيرة. كما أن سرطان بطانة الرحم يعتبر سببا غير شائع. ويحدث في عدد قليل من النساء وعادة فوق سن ال 40. ويمكن أن تحدث غزارة الطمث وحدها أو بالاشتراك مع أعراض أخرى.

## العلاج
قبل البدء بالعلاج، يجب ان تجري الفحوصات التي تتحرى عن اسباب غزارة الطمث وهي تشمل فحص الدم وقياس نسبة حديد الدم، فحص انزيمات الكبد، وهرمونات الدرقية ومعرفة إذا كان هناك خلل في نظام تخثر الدم. هذا من جهة ومن الجهة الأخرى تنظير جوف الرحم وفحص التراساوند للرحم. وإذا لزم الامر أخذ عينة من بطانة الرحم للتأكد من فرط تنسج للبطانة أو وجود أو عدم وجود سرطان الرحم. يتم عادة إجراء فحص بالموجات الصوتية للرحم. حيث يمكن بواسطته وضع المسبارالماسح على البطن لفحص الرحم، ومن خلال هذا الفحص يمكن عادة الكشف عن الأورام الليفية، الأورام الحميدة، أو غيرها من التغييرات في بنية الرحم. إجراء فحص داخلي من خلال مسح من داخل المهبل لكي يعرف ان إذا كان الالتهاب هو سبب حدوث النزيف الغزير، حيث يتم أخذ عينة من المخاط أو من بعض الخلايا داخل المهبل حيث يتم فخصها داخل المختبرات لكي يكشف انها سليمة. أخذ عينة من بطانة الرحم. حيث يتم تمرير أنبوب رفيع في الرحم يستخدم الشفط للحصول على حزعات صغيرة من بطانة الرحم. وهذه العملية لا تحتاج عادة إلى تخدير.
يستخدم المنظارالرحمي. وهو أنبوب رفيع يمكن تمريره إلى الرحم من خلال عنق الرحم عن طريق المهبل.للكشف داخل الرحم ويمكن من خلال هذا المنظار أخذ عينات وخزعات صغيرة لفخصها ولا يحتاج هذا الاجراءعادة إلى تخدير هذا يمكن أن يتم أيضا في كثير من الأحيان من دون مخدر. الفحوصات الدموية: لكشف إذا كان هناك اضطراب ما في الغدة الدرقية أو اضطراب دموي وأيضا لفحص حالة فقر الدم. إذا كان هناك نزف شديد شهريا. ويحدث فقر الدم قد لا يتم تعويض هذا الفقد بالتغذية الكافية أو بالأدوية. ويمكن لفقر الدم ان يحصل عند 2 لكل 3 نساء مصابات بدورات غزيرة. ومدة علاج هذه الحالة تطول إلى ان يتم التعويض الكامل من نقص الحديد. إذا كان هناك نزيف رحمي وظيفي. إذا كان هناك سبب عضوي مسبب للنزف، مثل الورم الليفي أو الداء البطاني الرحمي، فيكون الحل بعلاج السبب فيتم العلاج بحسب كل حالة فالورم اما يستأصل أو تعطى ادوية أو ترميم هرموني. حبوب منع الحمل وهذه تقلل من نسبة النزيف بنحو 20 إلى 30% في معظم الحالات. وهذه الأقراص تساعد في كثير من الأحيان على تسكين ألم الدورة الشهرية. وهو علاج شائع عند النساء الذين يريدون أيضا وسائل لمنع الحمل، ولكن لا يريدون استخدام جهاز ضخ البروجستيرون. العلاج بواسطة لولب الليفونورجيستريل داخل الرحم. هذا العلاج عادة ما يعمل بشكل جيد للغاية. وهو يشبه اللولب المستعمل لمنع الحمل حيث يتم إدخاله في الرحم ويقوم بتحرير كميات صغيرة من أحد مشتقات هرمون البروجستيرون(الليفونورجيستريل). لولب الليفونورجيستريل يجعل بطانة الرحم رقيقة جدا. ويستمر العلاج به إلى فترة تمتد حتى الخمس سنين. ولكن يمكن التخلص منه ونزعه بسهولة وفي أي وقت. العلاج باعطاء اقراص حمض الترانيكساميك الذي يمكن ان يخفف من غزارة الطمث بمقدار النصف تقريبا (40 -50 ٪) ويتم تناول بين 3 إلى 4 اقراص يوميا لمدة فترة كل دورة شهرية. والاثار الجانبية لاقراص حمض الترانيكساميك عادة ما تكون قليلة وغير خطرة مثل اضطراب في المعدة. مضاد الالتهابات غير الستيروئيدية. وهي أنواع مختلفة ومتنوعة من الادوية بعضها يعطى بوصفات طبية وبعضها يتم الحصول عليه من الصيدليات مثل دواء الايبوبروفين. هذه الأدوية تقلل من نزيف الدم بحوالي (20-50 ٪) في معظم الحالات. هي أيضا تخفف آلام الدورة الشهرية، وتحد من ارتفاع مستوى البروستاجلاندين في الرحم. ولكن سلبيات هذه الأدوية انها لا تخفف من مدة الدورة الشهرية، ومن اثارها الجانبية يمكن أن تسبب في اضطرابات في المعدة ومن الأفضل استشارة الطبيب عند تناولها إذا كان المريض مصاب بقرحة أو الربو أو لديه مشاكل في المعدة. العمل الجراحي. ويتم عندما لا تكون العلاجات السابقة غير ناجحة أو غير مناسبة.ويشمل إزالة أو تعرية بطانة الرحم: يتم عن طريق تمرير أداة إلى الرحم عبر المهبل. والهدف هو إزالة أكبر قدر ممكن من بطانة الرحم. يمكن أن يتم هذا بطرق مختلفة مثل الكوي بالحرارة، أو الموجات الدقيقة، أو المعالجة بالتبريد. استئصال الرحم وهي عملية غير محببة ونادرة منذ أن أصبحت تعرية بطانة الرحم متاحة منذ عام 1990م.